# Race (klassifikation af mennesker)
 Denne artikel bør gennemlæses af en person med fagkendskab for at sikre den faglige korrekthed.

 For alternative betydninger, se Race (flertydig). (Se også artikler, som begynder med Race)
Begrebet race anvendt som klassifikation af mennesker er en tidligere fremherskende forestilling om, at nutidsmennesket (homo sapiens sapiens) kan inddeles i selvstændige typer baseret på varierende genetisk betingede og derfor arvelige egenskaber. I den traditionelle racelære, der især var fremherskende fra en gang i 1800-tallet til midten af 1900-tallet, kunne menneskeheden inddeles i tre-fem hovedracer, som igen lejlighedsvis blev opdelt i mange underracer. Racelæren blev i flere lande brugt til at legitimere en systematisk diskrimination. Et af de værste eksempler herpå var holocaust-folkemordene i det nazistiske Tyskland.
Siden har den videnskabelige opfattelse af spørgsmålet ændret sig fundamentalt, og ifølge moderne genetik og fysisk antropologi kan nutidsmennesker ikke inddeles i sådanne racer.
Den traditionelle raceinddeling spiller imidlertid stadig en rolle i mange samfund som en social og kulturel kategori. Raceprofilering, også kaldet etnisk profilering, anvendes således i politiets efterforskning af kriminalitet i mange lande. Indenfor lægevidenskaben har nogle studier også antydet, at befolkningsgrupper inddelt efter traditionelle racemæssige kriterier er forskelligt disponerede for nogle sygdomme og kan reagere forskelligt på den samme medicin. Nogle medicinske forskere arbejder for at fastslå, om der er genetiske grunde hertil.

## Racebegrebets historie
Racelæren, også kaldet videnskabelig racisme, udvikledes som led i europæernes kolonisering af verden, hvor de kom i kontakt med befolkninger med et andet udseende og en fremmed kultur, og så var det nærliggende, at forskellen i udseende var årsag til den fremmede kultur. Nogle biologer opdelte mennesket i underarter, som de tillagde forskellige hierarkisk ordnede karaktertræk. I den ældre racelære blev hovedvægten lagt på hudfarve og kraniets form samt den geografiske udbredelse heraf. Carl von Linné offentliggjorde i sit værk Systema Naturae fra 1735 en inddeling af mennesket i grupperne afrikanske, europæiske, asiatiske og amerikanske. Johann Friedrich Blumenbach offentliggjorde i 1781 en inddeling i typerne mongoloid, kaukasoid, malay, etiopisk og indiansk. Cuvier antog i bogen Le régne animal fra 1817, at man kunne skelne mellem tre hovedracer: en hvid, en gul og en sort, og at alle øvrige racer var opståede ved indbyrdes sammenblanding af disse. Svenskeren Anders Retzius foretog i 1842 en raceinddeling på grundlag af målinger af kranier; han skelnede mellem to grundformer: en kortskallet (brachycefal) og en langskallet (dolichocefal). Med tiden voksede antallet af foreslåede racer med talrige regionale inddelinger. Således inddelte de danske geografer Martin Vahl og Gudmund Hatt i 1927 befolkningen i Europa i en nordisk race, en alpin race og en mediterran race..
De opstillede racehierarkier fungerede i mange tilfælde som retfærdiggørelse af europæernes behandling af koloniserede folk, som ansås for mindreværdige i forhold til europæere. Denne tankegang anses i dag for at være racistisk, og der er intet videnskabeligt belæg for at rangordne grupper af mennesker baseret på deres ophav. Igennem det 20. århundrede studerede biologer og antropologer menneskets biologiske variation, og kom frem til, at variationen mellem racegrupper er mindre end den interne variation imellem hver gruppe, og at der ikke er noget biologisk grundlag for at inddele mennesker i forskellige racer.

## Racer som social og kulturel kategori
Derimod begyndte racegrupperinger at blive anset for at være primært kulturelle grupperinger, baseret på sociale hierarkier og historiske inddelinger af befolkninger efter deres geografiske tilhørsforhold. I mange lande bruges race i dag som en vigtig social kategori, der beskriver sociale tilhørsforhold. Racekategorier sammenfalder ofte med vigtige sociale variabler såsom social og økonomisk marginalisering, adgang til uddannelse og sundhedsydelser, kriminalitet og retssikkerhed og lignende. I mange samfund anses racisme, forstået som systemisk diskrimination og marginalisering af de racegrupper der er i mindretal, for at være et socialt problem, som søges bekæmpet med politiske tiltag.
Med muligheden for DNA-analyse er det i dag muligt at bestemme et individs bio-geografiske ophav med stor præcision, hvilket gør, at den grove inddeling i kontinentale racer ikke er informativ. Fordi raceinddeling har stor social betydning i mange samfund, bruges raceprofilering stadig ofte indenfor politiets efterforskning af forbrydelser, eksempelvis i signalementer af forbrydere eller ofre, og indenfor medicin, hvor nogle sygdomme har større prævalens blandt bestemte grupper, inddelt efter traditionelle racekriterier.

## Moderne genetisk forskning
I forbindelse med den moderne genetik er også racespørgsmålet kommet på dagsordenen. Det forhold, at den genetiske variation hidtil ikke har formået at forklare raceinddelinger, gør, at nogle forskere helt vil afvise muligheden af en sådan sammenhæng. Andre mener, at der er en sammenhæng, men indrømmer, at forskningen ikke har løst problemet på en videnskabeligt tilfredsstillende måde.
Genetikerne regner med, at 85 % af den genetiske variation er intern i de enkelte befolkninger. Af de resterende 15 % kan omtrent halvdelen tilskrives indre, regionale forskelle, og 6 % – 10 % anses for karakteristiske traditionelt racebeskrivende forskelle mellem racegrupper såsom hudfarve, hårets karakter og næseform. Genetikerne har også konstateret, at der er en samvariation mellem visse træk; eksempelvis vil mørk hudfarve samvariere med mørkt, krøllet hår, bred næse og høj frekvens af rhesusblodtype R0.
Inden for moderne medicinsk forskning har spørgsmålet påkaldt sig særlig interesse, fordi nogle studier antyder at der er forskel på hvordan befolkningsgrupper, defineret efter traditionelle racemæssige kriterier, reagerer på samme medicin. Nogle forskere håber gennem fornyet forskning at finde eventuelle genetiske grunde hertil.